# Catene Ford
Le catene Ford sono un vasto gruppo montuoso dell'Antartide, formato a sua volta da diverse catene montuose e dorsali, situato nella parte nord-occidentale della Terra di Marie Byrd.  Site in particolare sulla costa di Ruppert, le catene si estendono di fronte alla baia di Block e alla piattaforma glaciale Sulzberger.
Tra le varie catene che compongono il gruppo si estendono diversi grandi ghiacciai, come il Balchen, che scorre tra i monti Fosdick e i monti Phillips, e il Crevasse Valley, che scorre tra i monti Phillips e i monti Denfeld.

## Catene montuose
Delle catene Ford fanno parte, come detto, diverse catene montuose, tra cui:
- Monti Allegheny
- Monti Chester
- Monti Clark
- Monti Denfeld
- Monti Fosdick
- Monti Haines
- Monti Mackay
- Monti Phillips
- Monti Sarnoff
- Monti Swanson

## Storia
Scoperte il 5 dicembre 1929 nel corso della spedizione antartica comandata da Richard Evelyn Byrd e condotta tra il 1928 e il 1930, le catene Ford sono state così battezzate dallo stesso Byrd in onore di Edsel Ford, l'allora presidente della Ford Motor Company, che fu tra i finanziatori della suddetta spedizione.

## Mappe
Di seguito una serie di mappe in scala 1:250 000 realizzate dallo USGS:

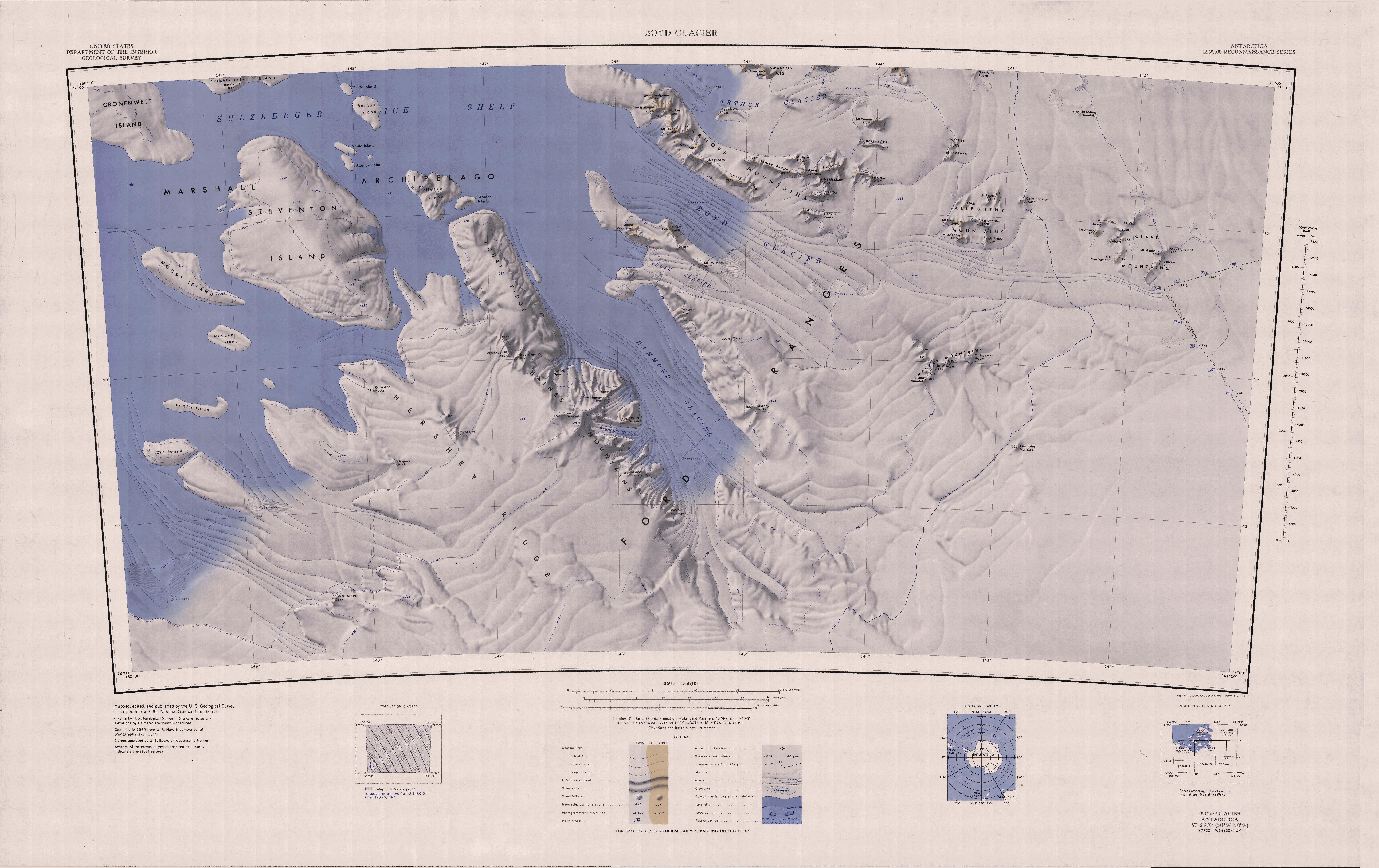
La parte meridionale delle catene Ford.
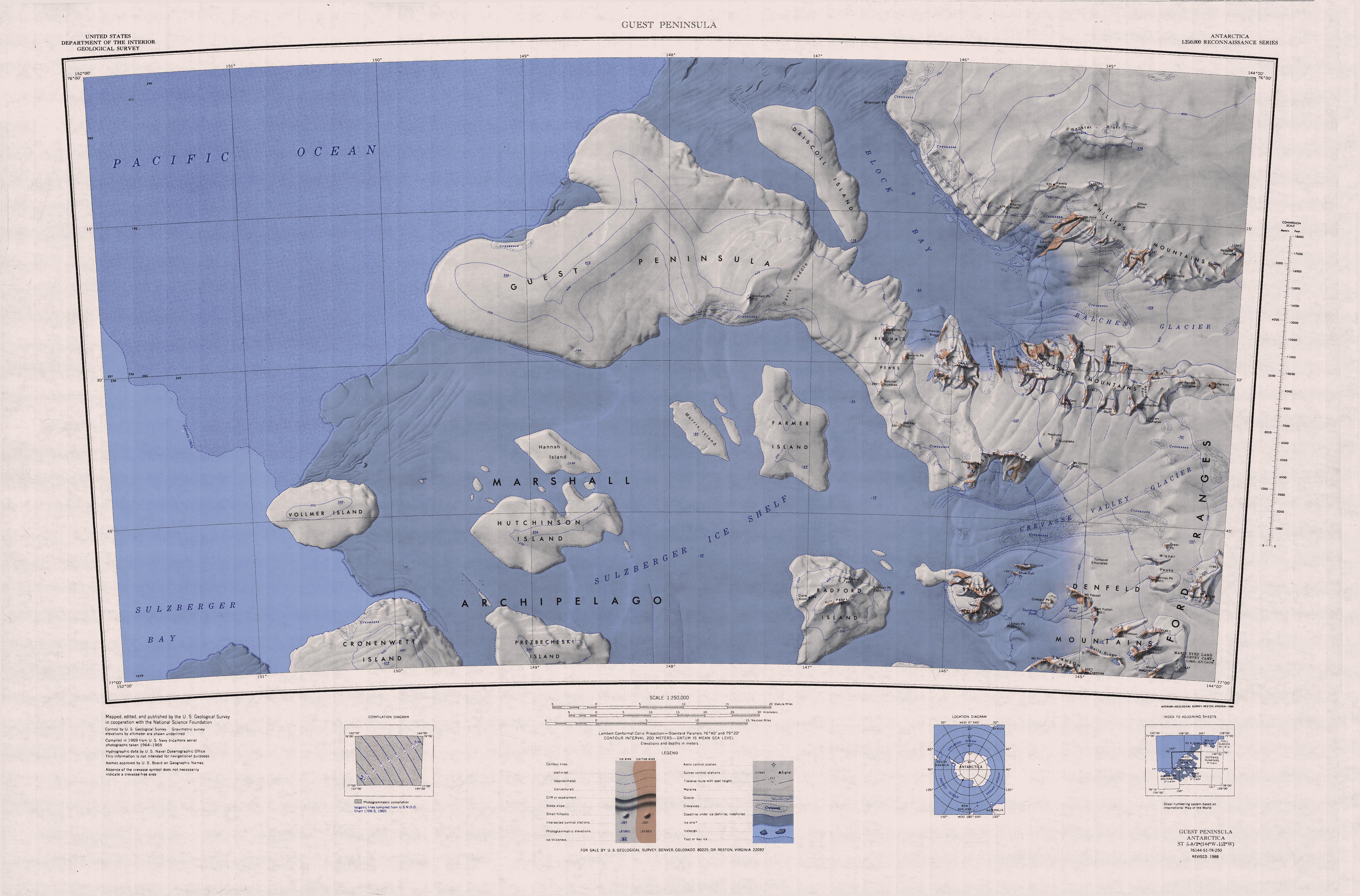
La parte più settentrionale delle catene Ford.
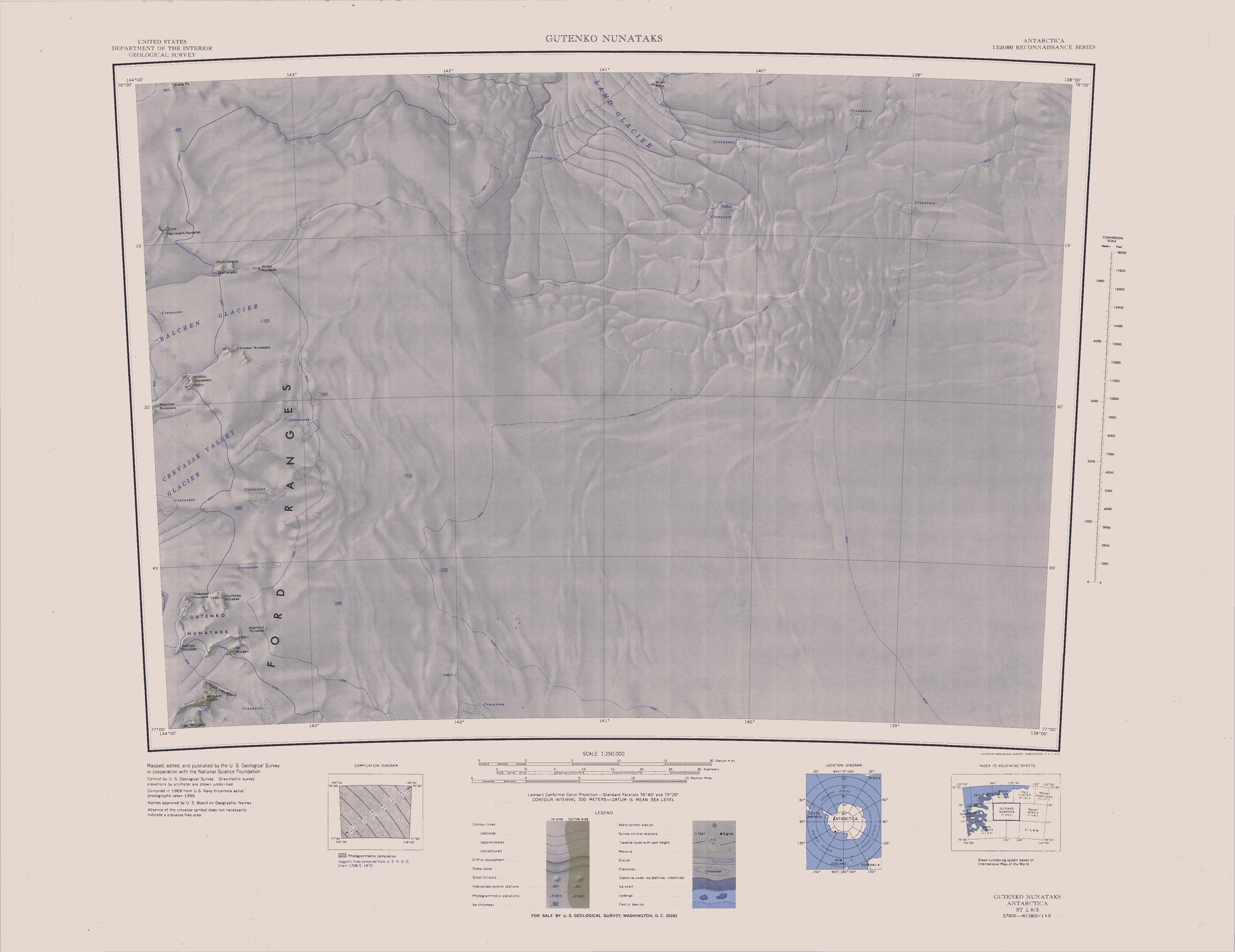
La parte più nord-orientale delle catene Ford